# Cricotopus pilicauda
Cricotopus pilicauda är en tvåvingeart som beskrevs av Hirvenoja 1973. Cricotopus pilicauda ingår i släktet Cricotopus och familjen fjädermyggor. Enligt den finländska rödlistan är arten nära hotad i Finland. Arten har ej påträffats i Sverige. Artens livsmiljö är sjöar. Inga underarter finns listade i Catalogue of Life.